# Teofan (Sokołow)
Teofan, imię świeckie Fiodor Sokołow (ur. 30 kwietnia?/11 maja 1752 w Troicku, zm. 21 listopada?/3 grudnia 1832 w monasterze św. Cyryla Nowojezierskiego) – rosyjski mnich prawosławny, wieloletni przełożony monasteru św. Cyryla Nowojezierskiego, mnich-święty starzec, jeden z odnowicieli rosyjskiego prawosławnego monastycyzmu na przełomie XVIII i XIX w.

## Życiorys
Pochodził z rodziny szlacheckiej, początkowo uczył się w domu. Zamierzał wstąpić do monasteru, jednak jego rodzice zdecydowali, iż powinien zostać urzędnikiem. W wieku dziewiętnastu lat, podczas epidemii, stracił obydwoje rodziców, co skłoniło go do wstąpienia do monasteru. Był posłusznikkiem kolejno w monasterze Zaśnięcia Matki Bożej w Sarowie, Monasterze Sanaksarskim, monasterze Wprowadzenia Matki Bożej do Świątyni na wyspie na jeziorze Wiackim (eparchia włodzimierska). Przebywając w tych wspólnotach poznał starców Teodora (Uszakowa), przełożonego Monasteru Sanaksarskiego, Tichona Zadońskiego oraz Kleofasa, co ukształtowało jego postawę duchową. W 1777 postanowił udać się na Athos, ostatecznie jednak dotarł tylko do monasteru Tismana w Mołdawii. Tam został postrzyżony na mnicha z imieniem Teofan.
Po roku od wstąpienia przez Teofana do monasteru mnisi, uciekając przed Turkami, udali się do Mołczeńskiego Monasteru Sofroniusza. Mnich wyjechał na pewien czas do Pustelni Fłoriszczewskiej, gdzie został wyświęcony na hierodiakona. Następnie wrócił do poprzedniej wspólnoty. W 1782 został przez swój klasztor skierowany do Ławry Aleksandra Newskiego, gdzie służył jako klucznik i kanonarcha. Od 1785 był jednym z osobistych służących metropolity nowogrodzkiego i ołonieckiego Gabriela, został również wyświęcony na hieromnicha, by służyć w prywatnej cerkwi metropolitalnej. Teofan cieszył się wielkim zaufaniem Gabriela, który uważał go za osobę o ogromnym doświadczeniu duchowym, konsultował z nim wybory przełożonych klasztorów w eparchii petersburskiej i powierzył mu pracę w grupie sprawdzającej przekład księgi Filokalia. Jako doradca metropolity Teofan odegrał znaczącą rolę w przeprowadzanej przez niego reformie rosyjskich monasterów, przyczynił się do odrodzenia monastycyzmu po okresie jego upadku w XVIII w. W Teofan został przełożonym monasteru św. Mikołaja w Modeńsku, z godnością igumena. Zarządzając klasztorem, doprowadził do wzrostu liczby mnichów, uczynił z monasteru znaczący ośrodek pielgrzymkowy, wzniósł nową dzwonnicę i refektarz. Po dwóch latach został przeniesiony do podupadłego monasteru św. Cyryla Nowojezierskiego. Również w tym monasterze zainicjował prace remontowe w głównej cerkwi, wzniósł nową dzwonnicę i budynki mieszkalne dla mnichów, odnowił mur obronny otaczający kompleks. Wprowadził w monasterze cenobityczną regułę wewnętrzną i zwyczaj nieustannej lektury Psałterza. Od 1799 był dziekanem wszystkich monasterów w regionie wołogodzkim.
Teofan zyskał sławę nauczyciela duchowego, udzielał rad i pouczeń zarówno mnichom, jak i świeckim, których przyjmował w monasterze św. Cyryla Nowojezierskiego lub z którymi korespondował. Wśród jego uczniów byli późniejszy biskup Ignacy (Brianczaninow) i pierwsza przełożona Monasteru Nowodziewiczego w Petersburgu ihumenia Teofania.
W 1819 otrzymał godność archimandryty. Dziesięć lat później z powodu choroby odszedł w stan spoczynku, zaś w 1832 zmarł. Przez ostatnie trzy lata życia zajmował się głównie opieką duchową nad mniszkami monasteru Zmartwychwstania Pańskiego w Goricach. Pozostawił wspomnienia.